# Капорское
Капорское (фин. Kapriola) — деревня в Аннинском городском поселении Ломоносовского района Ленинградской области.

## История
На карте Ингерманландии А. И. Бергенгейма, составленной по шведским материалам 1676 года, обозначена деревня Kapriala.
На карте Санкт-Петербургской губернии Я. Ф. Шмидта 1770 года — деревня Копорская.
На «Топографической карте окрестностей Санкт-Петербурга» Военно-топографического депо Главного штаба 1817 года, упомянута деревня Руская Копорская, состоящая из 67 крестьянских дворов.
На карте Санкт-Петербургской губернии Ф. Ф. Шуберта 1834 года, обозначена деревня Руская Капорская, состоящая из 58 дворов.

КАПОРСКАЯ — деревня принадлежит генерал-майорше Ададуровой, число жителей по ревизии: 198 м. п., 208 ж. п. (1838 год)

Согласно 9-й ревизии 1850 года деревня Капорская принадлежала помещику Алексею Михайловичу Жеребцову.
Согласно карте профессора С. С. Куторги 1852 года деревня называлась Русская Капорская.

КАПОРСКАЯ — деревня графа Протасова, по просёлочной дороге, число дворов — 45, число душ — 171 м. п. (1856 год)

Согласно «Топографической карте частей Санкт-Петербургской и Выборгской губерний» в 1860 году деревня называлась Русская Капорская и насчитывала 24 крестьянских двора.

КАПОРСКОЕ — деревня владельческая при колодце, число дворов — 57, число жителей: 176 м. п., 183 ж. п.. (1862 год)

В 1881—1882 годах временнообязанные крестьяне деревни выкупили свои земельные наделы у графа Г. А. Протасова-Бахметьева и стали собственниками земли.

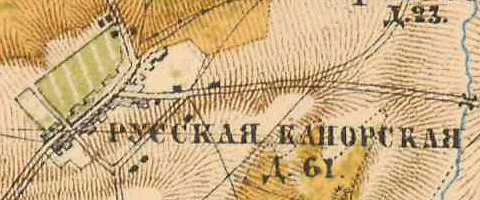
Деревня Русская Капорская на карте 1885 года

В 1885 году деревня называлась Русская Капорская и насчитывала 61 двор.
В конце XIX века деревня входила в состав Витинской волости 1-го стана Петергофского уезда Санкт-Петербургской губернии, в начале XX века — 2-го стана. Деревня Копорское находилась в пределах лютеранского прихода Хиетамяки, где была одной из двух деревень с преимущественно русским населением. Второй была деревня Горбунки.
К 1913 году количество дворов в деревне Капорская увеличилось до 70.
С 1917 по 1919 год деревня Копорское входила в состав Копорского сельсовета Шунгоровской волости Петергофского уезда.
С 1919 года в составе Стрельно-Шунгоровской волости.
С 1922 года в составе Кипено-Ропшинской волости.
С 1923 года в составе Ропшинской волости Троцкого уезда.
С 1924 года в составе Чухонско-Высоцкого сельсовета.
Согласно данным переписи населения СССР 1926 года в деревне Капорская проживали 354 человека — большинство русские, а также финны.
С 1927 года в составе Финно-Высоцкого сельсовета Урицкого района.
В 1928 году население деревни Копорское также составляло 354 человека.
С 1930 года в составе Ленинградского Пригородного района.

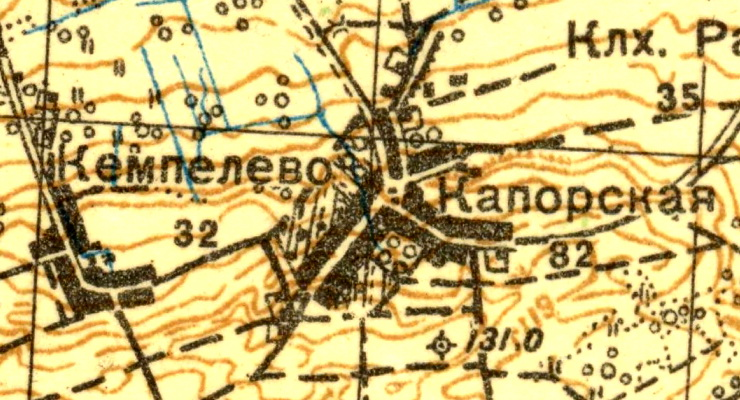
Деревня Капорская на карте 1931 год

Согласно топографической карте 1931 года деревня называлась Капорская и насчитывала 82 двора.
По данным 1933 года деревня называлась Капорское и входила в состав Финновысоцкого финского национального сельсовета Ленинградского Пригородного района.
С 1936 года в составе Красносельского района.
Деревня была освобождена от немецко-фашистских оккупантов 20 января 1944 года.
С 1955 года в составе Ломоносовского района.
С 1959 года в составе Шунгоровского сельсовета.
С 1963 года в составе Гатчинского района.
С 1965 года вновь в составе Ломоносовского района. В 1965 году население деревни Копорское составляло 93 человека.
По данным 1966 года деревня называлась Копорское и входила в состав Шунгоровского сельсовета.
По данным 1973 и 1990 годов деревня называлась Капорское и входила в состав Аннинского сельсовета.
В 1997 году в деревне Капорское Аннинской волости проживали 96 человек, в 2002 году — 91 человек (русские — 80 %), в 2007 году — 61.

## География
Деревня расположена в восточной части района на автодороге 41К-140 (Стрельна — Яльгелево), к юго-востоку от посёлка Аннино и к северу от деревни Яльгелево.
Расстояние до посёлка Аннино — 9 км.
Расстояние до ближайшей железнодорожной станции Красное Село — 10 км.

## Демография
| 1862 | 2002 | 2007 | 2010 | 2017 |
| ---- | ---- | ---- | ---- | ---- |
| 359  | ↘91  | ↘61  | ↗123 | ↘81  |

## Улицы
Берестяной переулок, Берёзовая, Огородная, Сапёрный переулок, Сиреневая, Хвойная, Ягодная.